# Джонсон, Джо (футболист, 2006)
Джо́зеф Не́йтан Джо́нсон (англ. Joseph Nathan Johnson; родился 21 февраля 2006, Барнет) — английский футболист, левый защитник клуба Премьер-лиги «Лутон Таун».

## Клубная карьера
Выступал за детские и юношеские футбольные команды «Тоттеридж», «Арсенал», «Фокус Футбол», в 2020 году присоединился к академии клуба «Лутон Таун». В марте 2023 года подписал с «Лутон Таун» свой первый профессиональный контракт.
24 апреля 2023 года дебютировал в основном составе «шляпников» в матче Чемпионшипа против «Мидлсбро», выйдя на замену Алфи Даути, став первым за 15 лет выпускником академии «Лутон Таун», дебютировавшим за клуб в Чемпионшипе. 13 апреля 2024 года дебютировал в Премьер-лиге в матче против «Манчестер Сити».

## Карьера в сборной
Выступал за сборные Англии до 17 и до 18 лет. Был включён в заявку сборной Англии до 17 лет на чемпионат мира в Индонезии. На турнире провёл 1 матч группового этапа против сборной Ирана .